# 20e Golden Globe Awards
De 20e Golden Globe Awards, waarbij prijzen werden uitgereikt in verschillende categorieën voor de beste Amerikaanse films van 1962, vond plaats op 5 maart 1963 in het Hollywood Roosevelt Hotel in Los Angeles, Californië.

## Winnaars en genomineerden

### Beste dramafilm
Lawrence of Arabia
- The Chapman Report
- Days of Wine and Roses
- Freud
- Hemingway's Adventures of a Young Man
- Lisa
- The Longest Day
- The Miracle Worker
- Mutiny on the Bounty
- To Kill a Mockingbird

### Beste komische film
That Touch of Mink
- The Best of Enemies
- Boys' Night Out
- If a Man Answers
- Period of Adjustment

### Beste muzikale film
The Music Man
- Billy Rose's Jumbo
- Girls! Girls! Girls!
- Gypsy
- The Wonderful World of the Brothers Grimm

### Beste acteur in een dramafilm
Gregory Peck - To Kill a Mockingbird
- Bobby Darin - Pressure Point
- Laurence Harvey - The Wonderful World of the Brothers Grimm
- Jackie Gleason - Gigot
- Burt Lancaster - Birdman of Alcatraz
- Jack Lemmon - Days of Wine and Roses
- James Mason - Lolita
- Paul Newman - Sweet Bird of Youth
- Peter O'Toole - Lawrence of Arabia
- Anthony Quinn - Lawrence of Arabia

### Beste actrice in een dramafilm
Geraldine Page - Sweet Bird of Youth
- Anne Bancroft - The Miracle Worker
- Bette Davis - What Ever Happened to Baby Jane?
- Katharine Hepburn - Long Day's Journey Into Night
- Glynis Johns - The Chapman Report
- Melina Mercouri - Phaedra
- Lee Remick - Days of Wine and Roses
- Susan Strasberg - Hemingway's Adventures of a Young Man
- Shelley Winters - Lolita
- Susannah York - Freud

### Beste acteur in een komische of muzikale film
Marcello Mastroianni - Divorce, Italian Style
- Stephen Boyd - Billy Rose's Jumbo
- Jimmy Durante - Billy Rose's Jumbo
- Cary Grant - That Touch of Mink
- Charlton Heston - The Pigeon That Took Rome
- Karl Malden - Gypsy
- Robert Preston - The Music Man
- Alberto Sordi - The Best of Enemies
- James Stewart - Mr. Hobbs Takes a Vacation

### Beste actrice in een komische of muzikale film
Rosalind Russell - Gypsy
- Doris Day - Billy Rose's Jumbo
- Jane Fonda - Period of Adjustment
- Shirley Jones - The Music Man
- Natalie Wood - Gypsy

### Beste mannelijke bijrol
Omar Sharif - Lawrence of Arabia
- Ed Begley - Sweet Bird of Youth
- Victor Buono - What Ever Happened to Baby Jane?
- Harry Guardino - The Pigeon That Took Rome
- Ross Martin - Experiment in Terror
- Paul Newman - Hemingway's Adventures of a Young Man
- Cesar Romero - If a Man Answers
- Telly Savalas - Birdman of Alcatraz
- Peter Sellers - Lolita
- Harold J. Stone - The Chapman Report

### Beste vrouwelijke bijrol
Angela Lansbury - The Manchurian Candidate
- Patty Duke - The Miracle Worker
- Hermione Gingold - The Music Man
- Shirley Knight - Sweet Bird of Youth
- Susan Kohner - Freud
- Gabriella Pallotta - The Pigeon That Took Rome
- Martha Raye - Billy Rose's Jumbo
- Kay Stevens - The Interns
- Jessica Tandy - Hemingway's Adventures of a Young Man
- Tarita Teriipia - Mutiny on the Bounty

### Beste regisseur
David Lean - Lawrence of Arabia
- George Cukor - The Chapman Report
- Morton DaCosta - The Music Man
- Blake Edwards - Days of Wine and Roses
- John Frankenheimer - The Manchurian Candidate
- John Huston - Freud
- Stanley Kubrick - Lolita
- Mervyn LeRoy - Gypsy
- Robert Mulligan - To Kill a Mockingbird
- Martin Ritt - Hemingway's Adventures of a Young Man
- Ismael Rodríguez - My Son, the Hero

### Beste filmmuziek
Elmer Bernstein - To Kill a Mockingbird
- Maurice Jarre - Lawrence of Arabia
- Meredith Willson - The Music Man
- Bronislau Kaper - Mutiny on the Bounty
- Franz Waxman - Taras Bulba

### Beste buitenlandse film
Divorce Italian Style (Divorzio all'italiana), (Italië)
- The Best of Enemies (I due nemici) (Italië)
- Sundays and Cybele (Les dimanches de Ville d'Avray) (Frankrijk)

### Cecil B. DeMille Award
Bob Hope